# Tijarica
Tijarica is een plaats in de gemeente Trilj in de Kroatische provincie Split-Dalmatië. De plaats telt 750 inwoners (2001).